# Lesse (fiume)
Il Lesse è un fiume del Belgio affluente della Mosa.
Nasce nella parte sudorientale delle Ardenne in località Ochamps, a ovest del comune di Libramont-Chevigny e confluisce nella Mosa ad Anseremme, poco a sud di Dinant.
Il fiume scorre verso nord in una tortuosa vallata, tra i suoi affluenti c'è il fiume Lomme. Nel suo percorso incontra la depressione della Famenne dove devia bruscamente verso occidente e si interra formando il complesso delle Grotte di Han comprese nel Geopark Famenne-Ardenne.
Circa due km dopo il ritorno in superficie acquisisce le acque del fiume Lomme, segue poi un percorso ricco di meandri fino a confluire nella Mosa.